# Olivier de Vilmorin
Pour les articles homonymes, voir Vilmorin.
Pour les autres membres de la famille, voir Famille de Vilmorin.
Olivier Marie Philippe Levêque de Vilmorin dit Olivier de Vilmorin, né le 8 avril 1904 à Verrières-le-Buisson et mort le 2 février 1962 dans cette même ville, est un producteur de graines français.

## Biographie
Il épouse en 1927 Marie Violette Tagnard et en secondes noces en 1946 Germaine Berthe Boissaye (1905-1992).
En 1990, Olivier de Vilmorin et son frère Roger de Vilmorin ont été élevés au rang de Juste parmi les nations par le Comité pour Yad Vashem pour leurs actions durant la Seconde Guerre mondiale : ils ont caché, à partir de 1942, dans leur propriété de Verrières-le-Buisson, la famille Meller et leurs trois enfants.

## Pour approfondir